# Lac de Lavarone
Le lac de Lavarone (en italien : Lago di Lavarone) est situé sur le plateau homonyme, dans la province autonome de Trente, à 1 079 mètres d'altitude. Il a une superficie de 64 000 km2 avec une profondeur maximale de 17 mètres.

## Formation
Le lac a des origines karstiques. Il a été créé après la lente invasion d'une doline. En 1972, des troncs d'arbres ont été trouvés encore ancrés aux racines au fond du lac et datés par la méthode du carbone 14 à 210 av. J.-C. L'eau ne s'est accumulée dans la doline qu'après l'imperméabilisation du sol.

## Caractéristiques
L'approvisionnement du lac est garanti par de petites sources de surface, les eaux s'écoulant par des infiltrations souterraines. 3 km en aval, dans la vallée de Centa, se trouvent les cascades de Vallempach.

Tourisme
En raison de la douceur de son climat et de la pureté particulière de ses eaux, le lac de Lavarone est une attraction touristique majeure : il est en effet équipé pour la baignade et la pêche en été et pour le patinage sur glace pendant une partie de la période d'hiver. De plus, pendant l'hiver, se tient depuis 1985 un stage d'apprentissage à la technique de sauvetage sous la glace, organisé par l'Association nationale des instructeurs de plongée (ANIS).

## Légende
Selon une légende, là où se trouve le lac, il y aurait eu une forêt luxuriante appartenant à deux frères. Ceux-ci se seraient disputés avec force sur la propriété de la forêt elle-même. Dieu, pour les punir, fit couler la forêt et remplit la pente d'eau pour éliminer l'objet de la querelle fraternelle.